# Avenida de las Américas (Lima)
La avenida de las Américas es una avenida del distrito de La Victoria en la ciudad de Lima, capital del Perú. Se extiende de oeste a este a lo largo de 16 cuadras.

## Recorrido
Se inicia en el Paseo de la República. Entre las cuadras 5 y 6 se ubica el parque Unión Panamericana, construido a modo de rotonda. En la intersección con la avenida Parinacochas abundan negocios del rubro automotor.
En la cuadra 12, se ubican una sucursal de la empresa postal SERPOST y el mercado La Pólvora. En sus últimas cuadras, acoge pequeños negocios de talleres mecánicos. La vía desemboca en la avenida Nicolás Arriola, cerca de un complejo residencial.